# Erica ignita
Erica ignita är en ljungväxtart som beskrevs av Edward George Hudson Oliver. Erica ignita ingår i släktet klockljungssläktet, och familjen ljungväxter. Inga underarter finns listade i Catalogue of Life.